# Isotria medeoloides
Isotria medeoloides je vrsta orhideja iz tribusa Pogonieae, trajnice raširene po jugoistočnom Ontariju i istočnim dijelovima Sjedinjenih Država
- I. medeoloides
- I. medeoloides
- I. medeoloides

## Sinonimi
- Arethusa medeoloides Pursh; Fl. Am. Sept. 2: 591 (1814)
- Isotria affinis (Austin ex A.Gray) Rydb.; Britton, Man. Fl. N. States: 297 (1901)
- Odonectis affinis (Austin ex A.Gray) Schltr.; Bot. Jahrb. Syst. 45: 386 (1911)
- Pogonia affinis Austin ex A.Gray; Manual ed. 5: 507 (1867)